# Серебренников, Сергей Александрович
Серге́й Алекса́ндрович Сере́бренников (укр. Сергій Олександрович Серебренніков; род. 1 сентября 1976, Улан-Удэ) — украинский футболист, тренер. Выступал за сборную Украины.

## Биография
Родился в Улан-Удэ. В возрасте шести лет с семьёй переехал в город Краснокаменск Читинской области, где и начал заниматься футболом. В 15 лет Серебренникова пригласили в московскую спортшколу «Трудовые резервы». Второй круг первенства 1995 провёл в команде третьей лиги «Вымпел» Рыбинск, после чего команда распалась. Следующие два сезона провёл во второй лиге в составе «Динамо» Вологда. В 1998 году по рекомендации бывшего тренера «Нефтяника» Александра Самыгина перешёл в клуб высшего дивизиона «Шинник» Ярославль, за который провёл 28 игр и забил 6 мячей. По окончании сезона оказался в киевском «Динамо», затем был приглашён в сборную Украины и принял гражданство этой страны.
В 2002 году перешёл в бельгийский клуб «Брюгге», где также выступал за «Шарлеруа» (2005—2006, аренда), «Серкль Брюгге» (2006—2007, аренда; 2007—2011). В 2011—2014 играл в составе «Руселаре», где также был одним из главных тренеров.

## Достижения
- Чемпион Украины (3): 1998/99, 1999/00, 2000/01
- Обладатель Кубка Украины (2): 1999/00, 2000/01
- Чемпион Бельгии: 2002/03
- Обладатель Кубка Бельгии: 2003/04